# バーンスリー

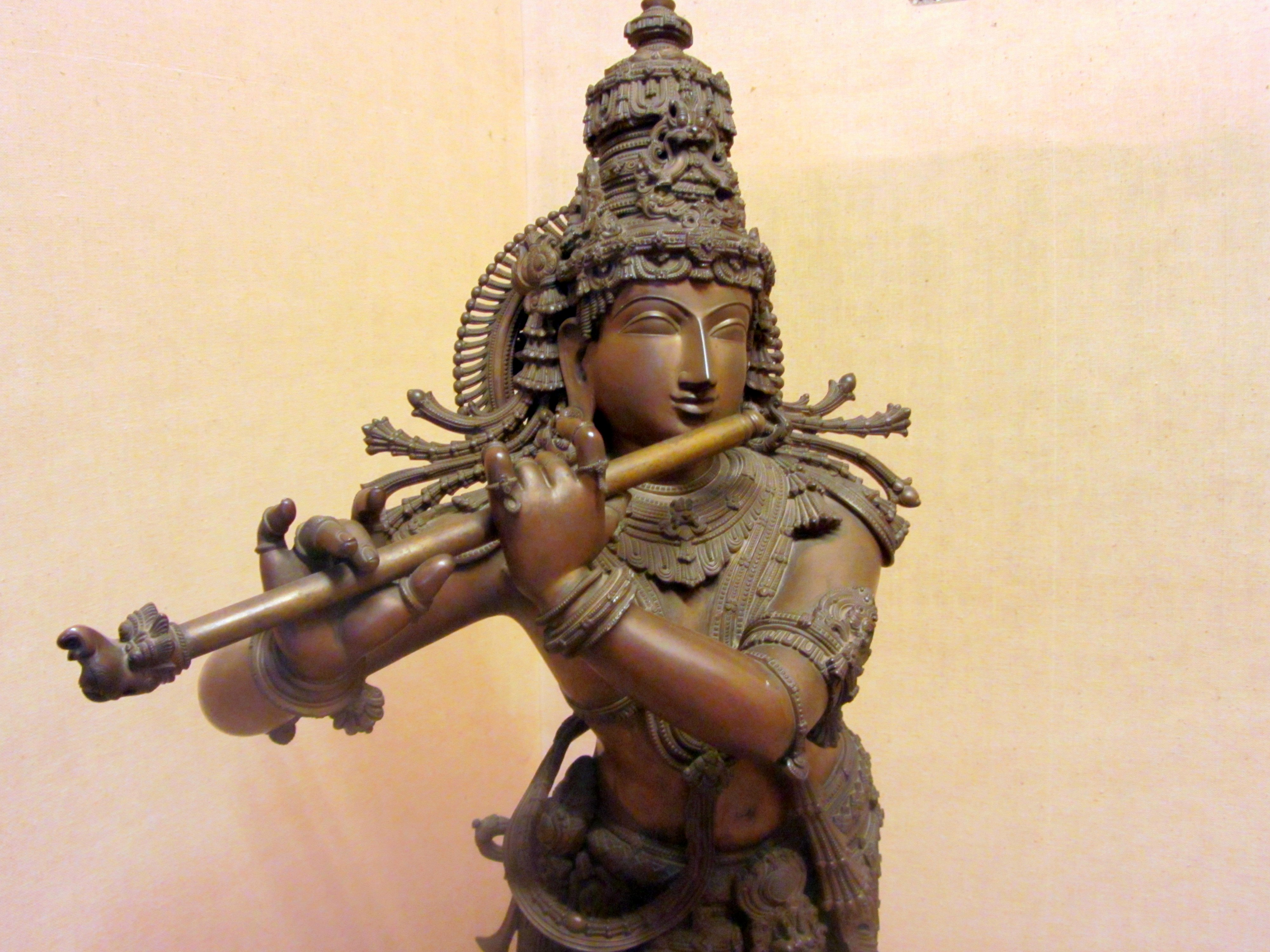
バーンスリーを持ったクリシュナ像は、しばしばヴェヌーゴーパルと呼ばれる

バーンスリー（バンスリ）は、インド亜大陸発祥の木管楽器。竹製の横笛であり、気管楽器aerophone（英語版）のひとつ。インドやバングラデシュといった地域の伝統音楽・民族音楽及びそれらをベースにした現代音楽などで使われ、北インドのヒンドゥスターニー音楽で使用される最も代表的な楽器でもある。近似の楽器として南インドの民族音楽で使用される横笛のヴェーヌ（カーナティック・フルート）がある。2-3世紀頃書かれたインド芸能の理論書であるナーティャ・シャーストラNatya Shastra（英語版）にもその重要性や役割が論じられている。
リグ・ヴェーダやその他のヴェーダ経典に登場し、ヒンドゥー教のクリシュナ神が描かれる際のアトリビュートとしても知られる。また、バーンスリー様の横笛が古代インドのヒンドゥー教や仏教、ジャイナ教の宗教絵画に頻繁に登場する。また、ジャワ島やバリ島に遺された中世インドネシアのヒンドゥー教（バリ・ヒンドゥー）や仏教の芸術に登場する際にはこれをワングシwangsiないしバングシbangsiと呼んでいたとしている。

## 歴史
アーダル・パウエルArdal Powell（英語版）によれば、フルートは無数の古代の文化で見られるシンプルな楽器であるが、伝承によればフルート様の管楽器が誕生した3つの故地はエジプト、ギリシア、そしてインドである。このうち、歌口が本体筒の側面についたトランスヴァース・フルート形のものは古代インドのもののみに見られ、歌口が筒の先端についたフィップル・フルートは3か所すべてに見られる。今日見られるバーンスリーは中世の早い時期からほぼ変わらぬ形態であるとみられている。しかしながら、パウエルがクルト・ザックスのThe History of Musical Instrumentsを引用しているように、一部が異なるようではあるものの古代中国においてもディジと呼ばれるフルートが確認されている。これは中国独自というより中央アジアのフルートのデザインを改良したものと見做すことができるが、古代中国のフルートとインドのそれとの関係については未だ明らかではない。
しかしながらバーンスリーの影響力はとりわけ強く、その大きさ、形状、装飾、演奏方法はヨーロッパの学者たちの興味関心を引いている。ルチェルン大学のLiane Ehlichはバーンスリーについて、10世紀にはビザンツ帝国に流入し、そこから中世ヨーロッパ中で人気を博したと述べている

## 構造
バーンスリーは伝統的にはヒマラヤ山脈山麓の多雨地域で育った竹のうち、稈（かん）の一節間が楽器の長さになる程度まで自然成長により生育したものから作られる。
ひとつの軸に対して6ないし7の指孔を持つ。現代では象牙やガラス繊維製、金属製のものも存在する。バーンスリーは一般的には12インチ（30センチメートル）ほどであり、指孔を6持ち、およそ2オクターヴ半の音域をカバーするが、指孔が7のものは全長が30インチ（75センチメートル）ほどであり（太さは人間の親指ほど）、3オクターヴをカバーする。

## 代表的なバーンスリー奏者
- パンナラール・ゴーシュ
- ハリプラサード・チャウラースィヤー
- ディーパク・ラム